# Донентаев (село)
Донентаев (каз. Дөнентаев) — село в Павлодарской области Казахстана. Находится в подчинении городской администрации Аксу. Входит в состав сельского округа им. Мамаита Омарова. Код КАТО — 551653200.

## Население
В 1999 году население села составляло 247 человек (120 мужчин и 127 женщин). По данным переписи 2009 года, в селе проживало 175 человек (86 мужчин и 89 женщин).